# Монтесіто (Каліфорнія)
Монтесіто (англ. Montecito) — переписна місцевість (CDP) в США, в окрузі Санта-Барбара штату Каліфорнія. Населення — 8638 осіб (2020).

## Географія
Монтесіто розташоване за координатами 34°26′18″ пн. ш. 119°37′42″ зх. д. / 34.43833° пн. ш. 119.62833° зх. д. (34.438229, -119.628421).  За даними Бюро перепису населення США в 2010 році переписна місцевість мала площу 23,99 км², з яких 23,98 км² — суходіл та 0,01 км² — водойми.

### Клімат
| Клімат : Монтесіто                       | Клімат : Монтесіто | Клімат : Монтесіто | Клімат : Монтесіто | Клімат : Монтесіто | Клімат : Монтесіто | Клімат : Монтесіто | Клімат : Монтесіто | Клімат : Монтесіто | Клімат : Монтесіто | Клімат : Монтесіто | Клімат : Монтесіто | Клімат : Монтесіто | Клімат : Монтесіто |
| Показник                                 | Січ.               | Лют.               | Бер.               | Квіт.              | Трав.              | Черв.              | Лип.               | Серп.              | Вер.               | Жовт.              | Лист.              | Груд.              | Рік                |
| Абсолютний максимум, °C                  | 31,7               | 31,7               | 35,6               | 38,3               | 38,3               | 39,4               | 42,2               | 37,2               | 40,6               | 39,4               | 36,1               | 33,3               | 42,2               |
| Середній максимум, °C                    | 18,2               | 18,6               | 18,9               | 20,6               | 20,9               | 21,8               | 23,7               | 24,4               | 23,9               | 22,7               | 20,5               | 18,2               | 21,1               |
| Середній мінімум, °C                     | 8,0                | 8,9                | 9,9                | 11,0               | 12,6               | 14,2               | 15,8               | 15,8               | 15,3               | 13,4               | 10,2               | 8,2                | 11,9               |
| Абсолютний мінімум, °C                   | −6,7               | −2,8               | −1,1               | −1,1               | 2,2                | 5,6                | 6,7                | 7,8                | 3,3                | 1,1                | −2,2               | −3,9               | −6,7               |
| Днів з дощем                             | 6,5                | 6,3                | 6,5                | 2,9                | 1,4                | 0,9                | 0,4                | 0,5                | 1,2                | 1,7                | 3,8                | 4,9                | 37,0               |
| ---------------------------------------- | ------------------ | ------------------ | ------------------ | ------------------ | ------------------ | ------------------ | ------------------ | ------------------ | ------------------ | ------------------ | ------------------ | ------------------ | ------------------ |
| Джерело: Western Regional Climate Center |                    |                    |                    |                    |                    |                    |                    |                    |                    |                    |                    |                    |                    |

## Демографія
Згідно з переписом 2010 року, у переписній місцевості мешкало 8965 осіб у 3432 домогосподарствах у складі 2263 родин. Густота населення становила 374 особи/км².  Було 4238 помешкань (177/км²).
Расовий склад населення:
| - 92,2 % — білих - 2,4 % — азіатів - 0,6 % — чорних або афроамериканців - 0,4 % — корінних американців - 0,1 % — вихідців з тихоокеанських островів - 1,7 % — осіб інших рас |

До двох чи більше рас належало 2,5 %. Частка іспаномовних становила 6,7 % від усіх жителів.
За віковим діапазоном населення розподілялося таким чином: 16,9 % — особи молодші 18 років, 57,1 % — особи у віці 18—64 років, 26,0 % — особи у віці 65 років та старші. Медіана віку мешканця становила 50,0 року. На 100 осіб жіночої статі у переписній місцевості припадало 87,3 чоловіків;  на 100 жінок у віці від 18 років та старших — 83,9 чоловіків також старших 18 років.
Середній дохід на одне домашнє господарство  становив 260 696 доларів США (медіана — 136 619), а середній дохід на одну сім'ю — 290 867 доларів (медіана — 173 011). Медіана доходів становила 122 188 доларів для чоловіків та 53 281 долар для жінок. За межею бідності перебувало 7,0 % осіб, у тому числі 6,7 % дітей у віці до 18 років та 4,3 % осіб у віці 65 років та старших.
Цивільне працевлаштоване населення становило 3824 особи. Основні галузі зайнятості: освіта, охорона здоров'я та соціальна допомога — 29,2 %, науковці, спеціалісти, менеджери — 17,0 %, фінанси, страхування та нерухомість — 13,2 %.